# Юзеф Антоній Пухала
Юзеф Антоній Пухала (пол. Józef Antoni Puchała) гербу Пухала — земський писар Брацлавського воєводства, королівський камергер 1784 р., радник генеральної коронної конфедерації в Тарговицькій конфедерації.
У 1782 році був патроном Головного коронного трибуналу в Любліні.